# Лампа Нернста

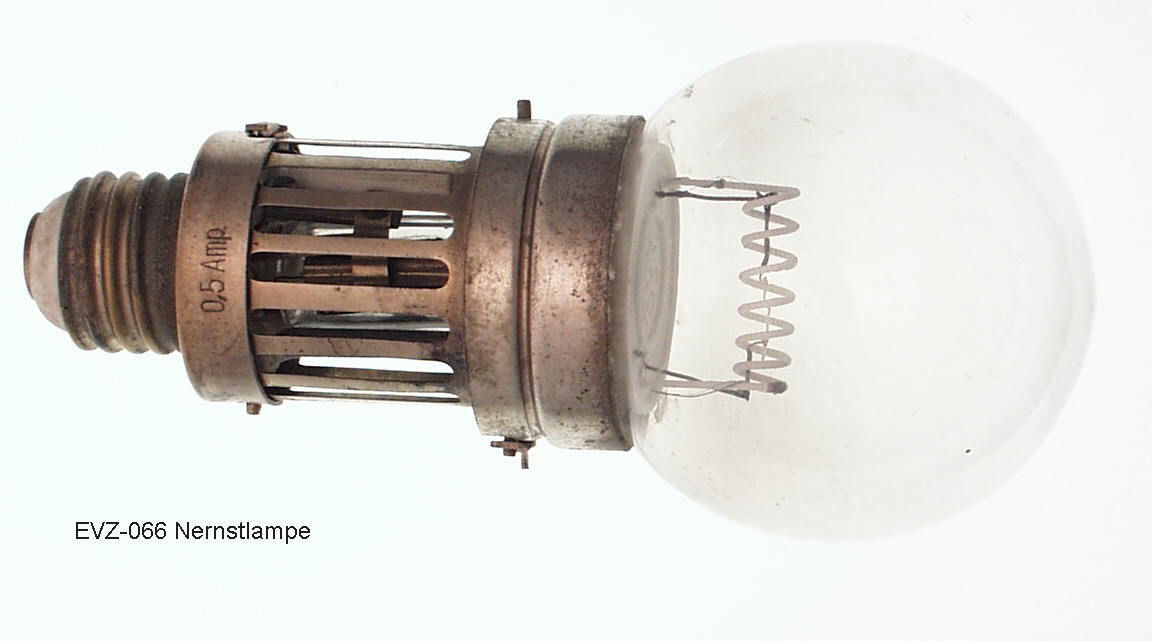
Лампа Нернста 2

Лампа Нернста була ранньою формою лампи розжарення. В лампах Нернста не використовували світні вольфрамові нитки. Натомість там застосовувалися керамічні стрижні, які нагрівалися до розжарення. Оскільки стрижень (на відміну від вольфрамового дроту) з плином часу не окиснювався від впливу повітря, не було потреби закривати його у вакуумі чи благородних газових середовищах; пальники в лампах Нернста могли працювати під впливом повітря і були поміщені в скло, лише щоб ізолювати гарячий випромінювач від його оточення. Як світний стрижень було використано керамічний оксид цирконію — оксид ітрію.
Ці лампи, розроблені німецьким фізиком і хіміком Вальтером Нернстом 1897 року в Геттінгенському університеті, були приблизно вдвічі ефективніші, за лампи розжарення з вуглецевими нитками і вони випромінювали більш «природне» світло (більш схоже за спектром до денного світла). Лампи досить успішно продавалися протягом певного часу, хоча врешті-решт поступилися більш ефективним лампам розжарення з вольфрамовими нитками. Однією з вад будови лампочки Нернста, було те, що керамічний стрижень не був електропровідним за кімнатної температури, тому лампам був потрібен окремий нагрівач, який робив кераміку досить гарячою, щоби та почала проводити електроенергію самостійно.
У США, Нернст продав патент Джорджу Вестінгаузові, який 1901 року заснував компанію Nernst Lamp у Пітсбурзі. Корисні копалини для виробництва світильників, видобувалися із власних шахт компанії на легендарному пагорбі Баррінгер, штат Техас. До 1904 року загалом по країні було введено в дію понад 130 000 ламп Нернста.
У Європі світильники випускалися німецькою компанією Allgemeine Elektrizitäts-Gesellschaft (AEG, General Electric Company) у Берліні. На Всесвітньому ярмарку 1900 року в Парижі, павільйон AEG було освітлено 800-а лампами Нернста, що було досить дивовижним на той час.